# Dendropanax resinosus
Dendropanax resinosus är en araliaväxtart som först beskrevs av Élie Marchal, och fick sitt nu gällande namn av David Frodin. Dendropanax resinosus ingår i släktet Dendropanax och familjen Araliaceae. Inga underarter finns listade.